# HD41357
HD41357 — хімічно пекулярна зоря спектрального класу
A4 й має  видиму зоряну величину в смузі V приблизно  5,4.
Вона  розташована на відстані близько 380,6 світлових років від Сонця.

## Фізичні характеристики
Зоря HD41357 обертається 
досить швидко 
навколо своєї осі. Проєкція її екваторіальної швидкості на промінь зору становить  Vsin(i)= 71км/сек.